# صفقة الأسلحة الأمريكية السعودية 2017
في 20 مايو عام 2017، وقع الرئيس الأمريكي دونالد ترامب باسم الولايات المتحدة صفقة اعتبرت اعلاميا مجرد صفقة دفاعية مع المملكة العربية السعودية وبلغت قيمتها 350 مليار دولار أمريكي. وتُعد هذه الصفقة أكبر صفقة في التاريخ بين البلدين
ولكن الحقيقة ان الصفقة شملت جوانب مختلفة كثيرة منها مجالات الدفاع والبتروكيماويات والنفط والغاز والطيران والتقنية والتعدين والصحة والطاقة  وقد شكلت الصفقة نقطة مهمة وقفزة نوعية في علاقة الولايات المتحدة العلاقات بالمملكة العربية السعودية والتي كانت متوترة في فترة سابقة 

## الخلفية وراء الصفقات الدفاعية
تُعتبر المملكة العربية السعودية حليف مهم للولايات المتحدة الأمريكية في منطقة الشرق الأوسط. فالقوات المسلحة السعودية أحد أقوى الجيوش بمنطقة الشرق الأوسط تعتمد بشكل مباشر على المعدات العسكرية من الولايات المتحدة الأمريكية وعلى تدريباتها ومناورتها المشتركة مع الجيش الأمريكي كما تعتمد على خدمات الدعم اللوجستي التي تقدمه لها الولايات المتحدة الأمريكية قصد موازنة القوة العسكرية السعودية مع إيران ذات النفوذ الكبير في المنطقة خاصة في سوريا، العراق، اليمن ولبنان وغزة. وتقول أمريكا أن دعمها للمملكة العربية السعودية يأتي ضمن المصالح المشتركة بين البلدين. بين 2011 و2015 شكلت المملكة العربية السعودية ما يقرب من 10% من صادرات أسلحة الولايات المتحدة للدول الأجنبية. وفي عام 2016، اقترحت إدارة أوباما سلسلة من صفقات الأسلحة مع السعودية بقيمة 115 مليار دولار، بما في ذلك السفن الحربية والمروحيات والصيانة. ومع ذلك، فإن بعضا من أجزاء هذه الصفقة قد تم حظره من قبل الإدارة في كانون الأول/ديسمبر 2016 بعدما قامت سلاح الجو السعودي بتنفيذ ضربات جوية استهدفت من خلالها قوات الحوثيين في اليمن لكن يقال أن ضرباتها أوقعت عشرات القتلى من اليمنيين المدنيين مما أثار ضجة كبيرة في تلك الفترة وهذا الذي دفع إدارة باراك أوباما لعدم إكمال صفقة بيع الأسلحة للجيش السعودي.
عادت الصفقة للظهور مجددا عام 2017 أو بالأحرى عادت لاكتمالها بعدما أوقفتها إدارة أوباما؛ وقد تمت هذه المرة بفضل الجهود المبذولة من قبل مستشار ترامب وزوج ابنته في نفس الوقت جاريد كوشنر والذي كان يُحسن العلاقات مع ملك المملكة العربية السعودية سلمان بن عبد العزيز آل سعود من خلال زياراته المتكررة للسعودية ولقاءه الملك سلمان وولي عهده. في نهاية المطاف اتصل كوشنر بشركة لوكهيد مارتن وأطلعها على شروط الصفقة وتوقيتها وما إلى ذلك من المعلومات المهمة.

## العوائد على الجانبين
تحقق الصفقة للجانب السعودي الاكتفاء في المحتوى المحلي"، و"تعزيز دور المملكة كمحور لوجستي عالمي"، و"نقل المعرفة"، و"الاستحواذ على الأنظمة المتقدمة"، و"تحقيق خطة التحول الرقمي للمملكة"، و"تحقيق الاستغلال الأمثل لتقنيات الجيل الرابع"، و"تقديم الخدمات الهندسية لإطلاق قدرات قطاع التعدين"، و"تطوير الخدمات السحابية لـ224 مستشفى بالمملكة"، و"تطوير قدرات المملكة في مجال الأوبئة البيولوجية"، و"استثمارات أمريكية لبناء مصانع في المملكة تستهدف الخلايا الشمسية وتوزيع الطاقة"، و"تطوير القدرات المحلية في التصنيع"، و"توطين البحث والتطوير والتدريب في القطاعات العسكرية وتطوير القدرات المحلية في التصنيع والصيانة"، و"التصنيع المحلي والتجميع لأسلحة متقدمة مثل طائرات الهليكوبتر بلاك هوك"، و"خطة تنفيذية ضمن برنامج اكتفاء لمدة خمس سنوات لتحسين الموارد البشرية ضمن صفقة لأرامكو السعودية"، و"استطلاع فرص التحول الرقمي في الثورة الصناعية الرابعة لعمليات أرامكو السعودية"، و"استفادة مباشرة لشركات سعودية في عشر مجالات في خطة المملكة للتحول الرقمي"
تتضمن الصفقة أيضا استفادة السعودية من خبرة وتجربة الشركات الأمريكية بما في ذلك لوكهيد مارتن، بوينغ، رايثيون، جنرال ديناميكس، نورثروب غرومان، جنرال إلكتريك، إكسون موبيل، هاليبرتون، هانيويل، شلمبرجير وشركة داو كيميكال.
مستشار ترامب كان قد ناقش الصفقة وطريقة إكمالها خلال قمة الرياض 2017. كوشنر لم يقتصر على السعودية فقط بل حاول عقد صفقات أخرى من خلال زياته للفاتيكان وكذلك إسرائيل، كما كان لجاريد الدور الأكبر في استثمار الولايات المتحدة لـ 20 مليار دولار في الخارج.

## التفاصيل
الدفاع:
وقع الملك سلمان وترامب صفقة دفاعية تبلغ قيمتها 110 مليارات دولار، قال تيلرسون إنها تشمل خمس محاور: أمن الحدود ومكافحة الإرهاب، والأمن البحري والساحلي، وتحديث القوات الجوية، والدفاع الجوي والصاروخي، وتحديث الأمن السيبراني وأمن الاتصالات. مضيفاً أن حزمة المعدات الدفاعية والخدمات تدعم "أمن السعودية ومنطقة الخليج على المدى الطويل، خاصة في مواجهة النفوذ الإيراني والتهديدات ذات الصلة بطهران التي توجد على حدود السعودية من جميع الجوانب."
وبالإضافة إلى الصفقة الدفاعية الضخمة، وقعت السعودية أيضاً اتفاقيات مع شركات أمريكية للصناعات العسكرية تشمل:
♦ توقيع اتفاق مع شركة «لوكهيد مارتن» لدعم برنامج تجميع 150 طائرة هليكوبتر من طراز "Black Hawk S-70" في السعودية، وهو اتفاق تبلغ قيمته 6 مليارات دولار.
♦ توقيع اتفاق مع شركة «رايثيون» لإنشاء فرع في السعودية سيركز على تنفيذ برامج لخلق قدرات محلية في الدفاع وصناعة الطيران والأمن في المملكة.
♦ توقيع اتفاق مع مقاول الدفاع «جنرال دايناميكس» على «توطين التصميم وهندسة وتصنيع ودعم المركبات القتالية المدرعة،» للبرامج الحالية والمستقبلية في المملكة، بما يدعم هدف توطين 50 في المائة من الإنفاق الحكومي العسكري في السعودية وفقاً لرؤية 2030.
الطاقة والنفط والقطاعات الصناعية:
♦ توقيع رزمة مذكرات تفاهم ومشاريع مهمة مع شركة «جنرال إلكتريك» (GE) بقيمة إجمالية تبلغ 15 مليار دولار في قطاعات الطاقة، والرعاية الصحية، والنفط والغاز، والتعدين.
♦ اتفاق مع شركة «داو كيميكال» على استثمار 100 مليون دولار في بناء منشأة تصنيع لإنتاج البوليمرات للطلاء ومعالجة المياه، وتوقيع مذكرة تفاهم لدراسة جدوى متعلقة بالاستثمارات المقترحة في الامتيازات التي تملكها الشركة في قطاع السليكون عالي الأداء.
اتفاقيات أرامكو :
أعلن رئيس عملاقة النفط السعودية «أرامكو»، أمين الناصر، بعد المنتدى السعودي الأمريكي للرؤساء التنفيذيين للشركات، تحت شعار «شراكة للأجيال»، توقيع الشركة 16 اتفاقية مع 11 شركة أمريكية لدعم فرص النمو التجاري المشترك والقيمة المضافة تقدر بـ50 مليار دولار وتوفير فرص عمل كثيرة.
♦ وضمن الاتفاق مع "GE"، وقعت «أرامكو» معها مذكرة تفاهم لإجراء تحّول رقمي لعمليات أرامكو السعودية، بهدف توفير 4 مليارات دولار أمريكي في الإنتاجية سنوياً، بالإضافة إلى توقيع مذكرة تفاهم أخرى لإجراء دراسة جدوى لاستثمار أوسع نطاقاً في قطاع النفط والغاز.
♦ أعلنت شركة «موتيفا إنتربرايزز» التي تملكها «أرامكو» السعودية، عن توظيف استثمار ضخم في الولايات المتحدة تبلغ قيمته 12 مليار دولار، مع إمكانية وصول الاستثمار إلى 18 مليار دولار بحلول 2030. وسيعزز الاستثمار أعمال منشأة «بورت آرثر» في ولاية تكساس الأمريكية، وهي أول منشأة لتكرير وتسويق النفط ذات ملكية سعودية كاملة في الولايات المتحدة. وتشهد هذه الاتفاقية استثماراً جديداً في زيادة قدرات مصفاة «بورت آرثر» وتوسيع عمليات «موتيفا إنتربرايزز» في قطاع البتروكيماويات في أمريكا.
♦ وقعت «أرامكو» مع شركة «روان» مذكرة تفاهم لإنشاء شركة حفر بحري في السعودية، وبدء تصميم واختيار الحفارات البحرية ضمن استثمار يقدر بـ7 مليارات دولار على مدى 10 سنوات، لإقامة مشروع مشترك مملوك مناصفة لامتلاك وتشغيل وإدارة منصات الحفر البحرية في المملكة.
♦ وقعت «أرامكو» مع شركة «نابورس» مذكرة تفاهم لبحث آفاق تطوير وتحسين أعمال الحفر البري ضمن مشروع مشترك سيشهد استثمارات تبلغ 9 مليارات دولار على مدى عشر سنوات.
♦ أعلنت «أرامكو» إقامة مشروع مشترك مع شركة «ناشيونال أويل ويل فاركو» لتوفير منصات الحفر ذات المواصفات العالية ومعدات الحفر المتقدمة.
مشاريع واتفاقيات أخرى:
♦ قالت شركة «بلاكستون» للاستثمار المباشر وصندوق الاستثمارات العامة في السعودية إنهما وقعا مذكرة تفاهم لتدشين آلية استثمار في البينة التحتية بقيمة 40 مليار دولار، وبمساهمة أولية من قبل صندوق الاستثمارات السعودي بقيمة 20 مليار دولار، على أن تُجمع المبالغ المتبقية من مستثمرين آخرين. وتتوقع «بلاكستون» أن تستثمر عبر هذا التمويل في مشاريع بنية تحتية بأكثر من 100 مليار دولار، في الولايات المتحدة بشكل رئيسي.
♦ وقعت شركة «إكسون موبيل»، الشركة التي كان تيلرسون رئيسها التنفيذي ورئيس مجلس إدارتها قبل أن يعينه ترامب وزيراً للخارجية، مذكرة تفاهم مع الشركة السعودية للصناعات الأساسية «سابك» على إجراء دراسة مفصلة لمشروع محتمل للبتروكيماويات في ولاية تكساس وبدء العمل الهندسي والتصميم. ويضمن المشروع إقامة وحدة لإنتاج «الإيثيلين» بطاقة إنتاجية سنوية متوقعة تقارب 1.8 مليون طن.

## تصريحات الحكومة الأمريكية والمملكة العربية السعودية
أشاد البيت الأبيض بالصفقة مؤكدأ على أن هناك «توسع كبير» في العلاقات الثنائية بين البلدين في مجالاتها المختلفة ومنها الدفاعي والاستثماري والنفطي  أما وزير خارجية الولايات المتحدة الأمريكية ريكس تيلرسون فقد وصف الاتفاق بأنه «تاريخي» وأكد على أن المملكة العربية السعودية قادرة على مواجهة إيران ونفوذها المتنامي بالمنطقة  كما لمح إلى أن الولايات المتحدة الأمريكية مستعدة للنقاش مع النظام الإيراني في حالة ما رغب في ذلك.
وقد ضَمّن ولي العهد السعودي في رؤية المملكة 2030، التي أعلنها قبل أكثر من عام؛ إن تعمل الرؤية على توطين 50% من الإنفاق العسكري بحلول العام 2030؛ بخلاف نِسَب التوطين في القطاعات الأخرى. ويتجسد هذا التوجه بوضوح تام في الصفقات التي أبرمتها المملكة مع الولايات المتحدة الأمريكية، والتي بلغت في الشهور الأخيرة نحو 600 مليار دولار، وشملت صفقات عسكرية واستثمارية وصناعية، من المتوقع -بحسب المحللين الاقتصاديين- أن تعود بالفائدة الكبرى على السعودية

## ردود الفعل

### ردود الفعل الدولية
– أعرب يوفال شتاينتز عن «قلقه» بسبب هذه الصفقة.
 – أشادت حكومة السعودية بالصفقة، حيث ذكرت أنها نقطة تحول كبيرة في العلاقات السعودية-الأمريكية.

## احتجاجات

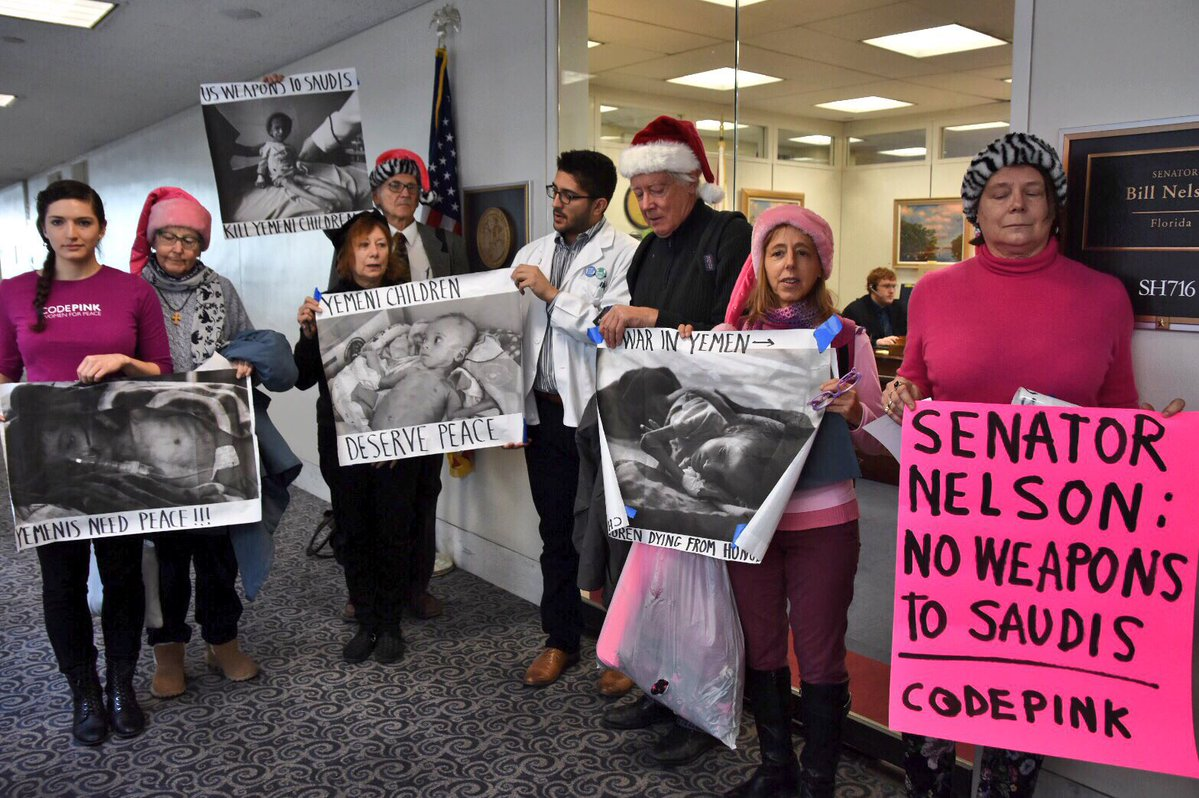
نشطاء بينهم أعضاء في مجلس الشيوخ يحتجون ضد الولايات المتحدة بسبب دعمها للسعودية من خلال تزويد الجيش السعودي بأسلحة في كانون الأول/ديسمبر 2017

في 5 يونيو من العام ذاته؛ أفادت التقارير أن صفقة الأسلحة تتكون من «مجموعة من اتفاقات المصلحة وليس عقود بيع فقط.» وفي 13 يونيو 2017 رفض مجلس الشيوخ في الولايات المتحدة محاولة لمنع إتمام جزء من الصفقة مقابل 500 مليون دولار من الأسلحة الأمريكية. إلا أن الموافقة الفعلية على الصفقة لقيت معارضة شديدة من طرف العديد من المنظمات وجمعيات حقوق الإنسان بل لقيت معارضة من شخصيات نافذة في المجال السياسي في أمريكا من بينها الجمهوري (حزب الرئيس ترامب) مايك لي وراند بول وكذلك دين هيلر جنبا إلى جنب مع معظم الديمقراطيين في مجلس الشيوخ الذين صوتوا من أجل منع بيع الأسلحة معللين ذلك بانتهاكات حقوق الإنسان من قبل القوات المسلحة السعودية في الحرب الأهلية اليمنية وكذلك انتهاكات حقوق الإنسان في الداخل. من بين أعضاء مجلس الشيوخ الذين صوتوا من أجل إتمام الصفقة هناك أعضاء مجلس الشيوخ الديمقراطي جو دونلي، كلير مكاسكيل، بيل نيلسون، جو مانشين، ومارك وارنر جنبا إلى جنب مع كبار الجمهوريين بما في ذلك زعيم الأغلبية ميتش ماكونيل، بوب كوركر وجون ماكين.